# سیارک ۱۳۰۵۹
سیارک ۱۳۰۵۹ (به انگلیسی: 13059 Ducuroir، نامگذاری:1991BD1) سیزده هزار و پنجاه و نهمین سیارک کشف شده‌است که در ۱۸ ژانویه ۱۹۹۱ کشف شد.
قدر مطلق سیارک برابر ۲۶.۹ است.